# Charles Manson
Charles Milles Manson (született Maddox; Cincinnati, Ohio, Egyesült Államok, 1934. november 12. – Bakersfield, Kalifornia, Egyesült Államok, 2017. november 19.), amerikai bűnöző, szektavezér és énekes-zenész, akit többek közt az 1960-as években elkövetett Tate-LaBianca gyilkosságok kiterveléséért ítéltek el. Az Egyesült Államok folklórjában a gonosz egyik megszemélyesítője.
Már a gyilkosságok előtt jól ismert bűnöző volt: sokat ült börtönben kocsilopásért, hamisításért, hitelkártyacsalásért, lányok futtatásáért. Több személyes kudarc is érte, költőként és gitárosként is próbálkozott, de semmiben sem volt sikeres. Manson tényleges pszichopata volt, magát Krisztus és a Sátán megtestesülésének vélte. Az 1960-as évek végén lett egy hippipünkösdista csoport vezetője és az élén több brutális gyilkosság kitervelője. A Manson család nevű csoport gyilkolta meg többek közt Sharon Tate filmszínésznőt, Roman Polański filmrendező feleségét nyolc és fél hónapos terhesen.
A „Tate-La Bianca ügy” néven elhíresült gyilkosságokra való szövetkezésért ítélték el, bár azzal nem vádolták, hogy személyesen is részt vett volna a gyilkosságokban. A gyilkosságokra Manson a „Helter Skelter” elmélettel készítette fel követőit, egy nagy amerikai faji háború víziójával.
A kaliforniai Corcoran Állami Börtönbe került, ahonnan 2007-ben vagy 2012-ben feltételesen szabadulhatott volna, ám erre nem került sor. Legközelebb 2027-ben kerülhetett volna szóba a szabadlábra helyezése.
Manson több lemezt is kiadott, de egészében zenészként sikertelen volt, és az egyik visszautasítás éppen Sharon Tate házában érte. Hírhedtté válása után az Awareness Records kiadta a Lie (The Love And Terror Cult) című albumát, ami az 5 csillagból 4-et kapott, 4 dalt is pipával jelöltek, továbbá a lemez is album-pipára volt érdemes. A kritikusok szerették Manson lemezét, és a közönség is. Óriási eladást produkált. Azóta számos zenész feldolgozta a dalait.
Mark David Chapmannel, John Lennon gyilkosával sokat levelezett börtönéből.
A nevéből (és Marilyn Monroe-éból) állította össze művésznevét Marilyn Manson. Miután megvádolták, dalait kiadták, és később előadta őket például Marilyn Manson és a Guns N’ Roses is.
Egy, a börtönben vele készített interjúban biszexuálisnak vallotta magát.

## Ifjúkora

### Gyermekkora
A 16 éves lányanya, Kathleen Maddox gyermekeként született a Cincinnatii Általános Kórházban. Három héttel születése után kapta a Charles Milles Madox nevet. Egy ideig Kathleen Maddox egy William Manson nevű munkás felesége volt, a fiú ekkor kapta a Manson nevet. Valódi apja egy bizonyos „Scott ezredes” volt, aki ellen Maddox apasági pert is indított, amely megegyezéssel zárult 1937-ben. Charles Manson valószínűleg sohasem találkozott az apjával.
Anyja, aki állítólag sokat ivott, egyszer egy pohár sörért eladta egy gyermektelen pincérnőnek, akitől nagybátyja hozta vissza a gyereket néhány nap elteltével. Amikor anyját és annak fiútestvérét öt év börtönre ítélték egy Charlestonban elkövetett rablásért, Mansont McMechenben helyezték el, ahol nagynénje és nagybátyja lakott. Mikor anyja 1942-ben kegyelmet kapott, újra magához vette a gyereket. Lelakott hotelekben éltek. Manson később egyetlen gyermekkori örömének nevezte azt a pillanatot, amikor anyja kiszabadult a börtönből és megölelte.
1947-ben Kathleen Maddox árvaházban akarta elhelyezni a gyereket, de nem talált intézményt. A bíróság az indianai Terre Haute-ban lévő Gibault Főiskolában helyezte el a fiút, de 10 hónappal később visszaszökött az anyjához – aki viszont nem akarta befogadni.

### Első bűnügyei
Egy élelmiszerbolt kirablásával kezdte, pénzt szerzett azért, hogy szobát bérelhessen. Ezután számos újabb lopást követett el, lopott például kerékpárt is, amíg el nem fogták és az indianapolisi javítóintézetbe küldték. Már egy nap után megszökött, de újra elfogták. Boys Townba vitték, innen azonban négy nap után egy másik fiúval együtt újból megszökött.
Miközben a másik fiú nagybátyjának otthona felé tartottak, két fegyveres élelmiszerbolt-rablást követtek el. A második folyamán a 13 éves Mansont elfogták és az Indianai Fiúiskolába került, ahol visszaemlékezése szerint szexuálisan és más módokon kegyetlenkedtek vele. Több szökési kísérlet után innen is kereket oldott, két másik fiúval együtt.
Miközben lopott kocsikkal Kalifornia felé tartottak és kifosztottak minden útjukba kerülő benzinkutat, Utahban elfogták őket. A lopott kocsi áthajtása a határon szövetségi bűnügynek számított. Mansont egy washingtoni nevelőiskolába küldték. Bár négy évet iskolába járt és az IQ-ja 109 (későbbi mérés szerint 121) volt, Manson gyakorlatilag írástudatlan volt. Egy szociális munkás szerint agresszív volt és antiszociális.

### Először börtönben
1951 októberében egy pszichiáter javaslatára egy kevésbé szigorú intézménybe került, a Natural Bridge Honor Camp-be, ahol a következő év februárjában – kevesebb, mint egy hónappal kegyelmi meghallgatása előtt – „borotvapengét fogott és egy másik fiú torkához tartotta, miközben szodómiát követett el rajta”. A virginiabeli Petersburg szövetségi ifjúsági börtönébe (angolul „Federal Reformatory”) került, ahol „veszélyes” minősítést kapott. Szeptemberben, miután újabb komoly vétségeket követett el, egy keményebb intézetbe, az ohiói Chillicothe Szövetségi Javítóintézetébe vitték át. Körülbelül egy hónappal átköltöztetése után mintha kicserélték volna. Jól viselkedett, rendesen dolgozott és tanult, így 1954 májusában kegyelmet kapott.
A kegyelem feltétele az volt, hogy nagynénjével és nagybátyjával éljen Nyugat-Virginiában, amit egy rövid ideig be is tartott, de hamarosan az anyjához költözött, aki ugyanabban az államban élt. 1955 januárjában feleségül vette Rosalie Jean Willist, akivel saját elbeszélése szerint bár rövid ideig, de boldogan éltek, és akinek segített alkalmi munkáiban és az autólopásban.
Október körül – mintegy három hónappal azután, hogy áldott állapotban lévő feleségével egy Ohióban lopott kocsival Los Angelesbe érkeztek – ismét szövetségi bűntett elkövetésével vádolták, miután államhatáron haladt át a lopott kocsival. A pszichiátriai vizsgálat után ötévi próbaidőt kapott. Ezt követően nem jelent meg egy kihallgatáson Los Angelesben, amit azért tartottak volna, mert Floridában megvádolták egy ugyanilyen bűnüggyel. Ezért 1956 márciusában Indianapolisban letartóztatták. A próbaidőt visszavonták és három év börtönre ítélték, amit a kaliforniai San Pedro Terminal-szigetén kellett letöltenie.
Fia, ifj. Charles Manson akkor született, amikor börtönben volt. A Terminal-szigeten töltött első évében anyja és felesége is látogatták, akik együtt laktak Los Angelesben. 1957 márciusában, miután Rosalie nem ment többet látogatni, anyja arról számolt be Mansonnak, hogy a felesége már egy másik férfival él. Kevesebb, mint két héttel a kegyelmi meghallgatás kitűzött időpontja előtt, Manson megkísérelt ellopni egy kocsit, hogy elszökhessen vele. Öt év felfüggesztett börtönt kapott, a kegyelmi kérvényt pedig elutasították.

### Másodszor a börtönben
Mansont 1958 szeptemberében öt év próbára bocsátották és ugyanebben az évben Rosalie kézhez kapta a válási végzést. Novemberre Manson egy 16 éves prostituált futtatója lett, egy másik lánytól pedig, akinek gazdag volt a családja, anyagi támogatást kapott. 1959 szeptemberében Manson bűnösnek ismerte el magát abban, hogy megpróbált beváltani egy hamis amerikai kincstárjegyet, tíz évre ítélték, de megint próbára bocsátották, miután egy fiatal nő, akit korábban prostitúcióért már letartóztattak, a bíróságnak könnyek közt elmondta, hogy szereti Mansont és összeházasodnának, ha Mansont szabadon engednék. Leona, akit prostituáltként Candy Stevens néven ismertek, valóban hozzáment Mansonhoz még az év vége előtt, talán azért, mert így a törvény szerint nem lehetett vallomásra kényszeríteni Manson ellen.
Miután Manson még az év vége előtt Kaliforniából Új-Mexikóba vitte Leonát és még egy lányt, hogy ott prostituáltként dolgozzanak, elfogták és kikérdezték a fehér rabszolgaságot és a nők „immorális célú” államközi szállítását tiltó Mann-törvény megsértésének gyanújával. Bár elengedték, joggal azt gyanította, hogy ennek az ügynek még nincs vége. Miután a próbára bocsátását elrendelő rendelkezést megszegve eltűnt, elfogatóparancsot adtak ki ellene és 1960 áprilisában hivatalosan is meggyanúsították a Mann-törvény megszegésével. Júniusban, a texasi Laredóban tartóztatták le, miután az egyik lányt letartóztatták prostitúcióért, és Mansont visszaszállították Los Angelesbe. A kincstárjegy-ügy próbaidejének megsértése miatt elrendelték tízéves börtönbüntetését.
1966 júniusában, másodszor életében Manson a Terminal-szigeti korrekciós intézetbe került, hogy felkészüljön a korai szabadon bocsátásra. Mire eljött a szabadulás napja, 1967. március 21., Manson élete 32 évének több mint felét börtönben és javítóintézetekben töltötte. Azt kérte, hogy letölthesse büntetését, mivel a börtön az otthonává vált, de a hatóságok ezt nem engedélyezték.

## Létrejön „a Manson család”

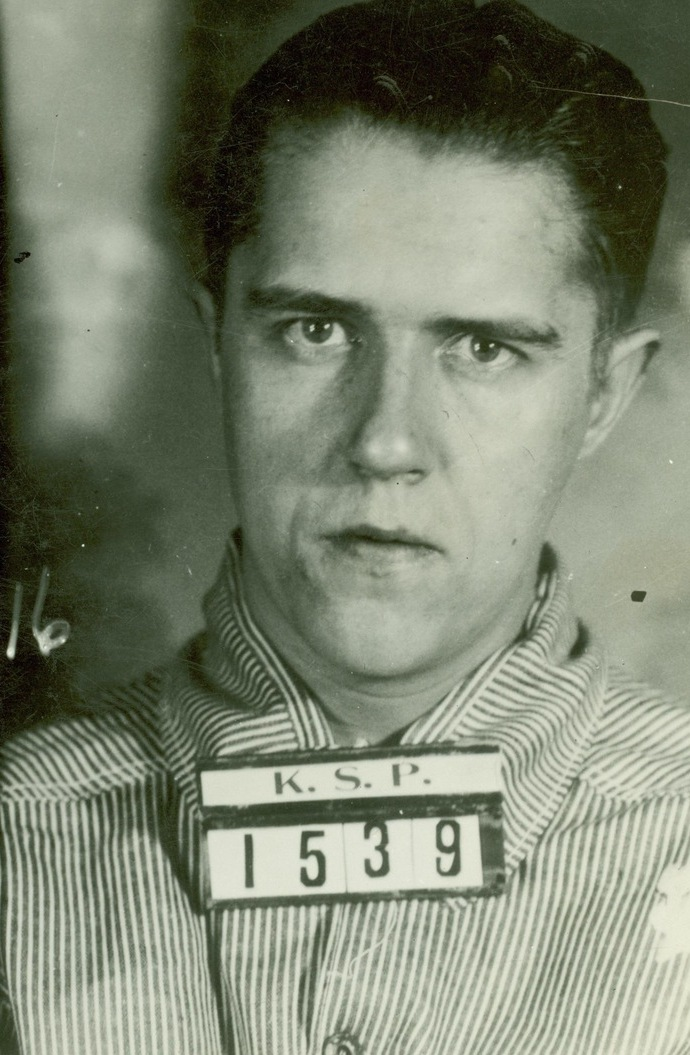
Alvin Karpis, a bankrabló, aki a börtönben gitározni tanította Mansont.

Szabadulásakor engedélyt kért és kapott, hogy San Franciscóba költözhessen, ahol börtönismerősei segítségével Berkeleyben szerzett lakást. A börtönben megtanult gitározni az 1930-as évek bankrablójától, Alvin Karpistől. Ez idő tájt jobbára koldulásból élt. Megismerkedett a huszonhárom éves Mary Brunnerrel, aki a Wisconsin–Madison Egyetem végzőse volt és Berkeleyben, a Kaliforniai Egyetemen dolgozott könyvtárossegédként. Összeköltöztek, majd egy emlékezés szerint legyőzte Brunner ellenállását, hogy más nők is odaköltözhessenek: hamarosan rajtuk kívül még 18-an laktak ott.
Mansonnak sikerült gurunak beállítani magát Haight-Ashbury-ben, a San Franciscó-i negyedben, amely az 1967-es Szerelem nyara találkozó után a hippi mozgalom nem hivatalos központja volt. „Filozófiát” fejtegetett hallgatóinak – melynek egy részét a börtönben szedte fel, mikor szcientológiát tanult – és hamarosan egy egész csoport fiatal követője támadt, elsősorban nők.
Még a nyár előtt Manson nyolc-kilenc követőjével körútra indult. Egy régi iskolabuszt alakítottak át hippi stílusban, kiszedve az üléseket és helyükre színes matracokat és párnákat raktak. Észak felé tartva eljutottak egészen Washington államig, majd az ellenkező irányban Los Angelesbe, Mexikóba és az amerikai délnyugatra látogattak. Visszatérve Los Angeles környékére, a Topanga Canyonban laktak, Malibuban és Venice-ben – a város és a megye nyugati részében.
Egy másik beszámoló szerint, amely nem említi a 18 nőt Brunner lakásában, a Család néhány tagját egy Volkswagen kisbuszban Brunnerrel együtt utazgatva szedték össze és az iskolabusz novemberben indult útjára a megnőtt társasággal.

### Wilson, Melcher és a többiek
A gyilkosságokhoz vezető események 1968 késő nyarán indultak el, amikor Dennis Wilson, a The Beach Boys tagja, felszedett két stoppos lányt és megengedte nekik, hogy a Pacific Palisades-en lévő házában maradjanak. Amikor másnap reggel egy éjszakai felvételről hazatért, a kocsifelhajtóján Mansonba ütközött, aki a házból jött ki. Wilson kelletlenül megkérdezte Mansont, szándékában áll-e bántani őt, mire az a lábát kezdte el csókolgatni.
A házban 12 idegent talált, főleg lányokat. A következő hónapokban a Sunset Boulevard-i „vendégek” létszáma megduplázódott, ami végül körülbelül százezer dollárjába került Wilsonnak. Ebben benne volt egy jelentős orvosi számla, miután vendégei kankót kaptak, illetve nem biztosított autójának az ára, amelyet Wilson vendégei kölcsönvettek tőle és tönkretették. Wilson együtt énekelgetett Mansonnal és a lányok mindkettőjüket kiszolgálták.
Wilson fizette a stúdiót, amely felvette a Manson által írt és előadott dalokat és bemutatta Mansont több ismerősének a szórakoztatóiparban, köztük Gregg Jakobsonnak, Terry Melchernek és Rudi Altobellinek. Az utóbbinak volt egy háza, amelyet valamivel ezután Sharon Tate színésznőnek és férjének, Roman Polański rendezőnek adott ki. Jakobson, akire szintén hatással volt a „teljes Charlie Manson-csomag”, a művész/életművész/filozófus imidzse, szintén hozzájárult Manson dalainak kiadásához.
A Manson in His Own Words („Manson saját szavaival”) fél-önéletrajz szerint Manson egy barátja házában San Franciscóban találkozott először Wilsonnal, ahová Manson marihuánáért ment. Wilson adta meg neki a saját házának a címét azzal, hogy ha Los Angelesben jár, látogassa meg.

### A Spahn-tanya
1968 augusztusára, amikorra Wilsonnak sikerült menedzserével megtisztíttatnia házát a Család tagjaitól, Manson a Topanga Canyon közelében, a Spahn tanyán hozott létre a csoportnak új központot.
A Chatsworthhöz közeli farmon valamikor westernfilmeket forgattak. A régi filmdíszletek állapota akkorra már leromlott és főleg csak lovasjelenetekhez használták. A Család tagjai hasznos munkát végeztek a farm körül, Manson pedig azzal tartotta a maga oldalán a nyolcvanas éveiben járó és csaknem vak tulajdonost, George Spahnt, hogy a Családhoz tartozó Lynette Fromme (becenevén „Squeaky”, magyarul kb. „Cincogi”, melyet a magas hangja után kapott) az öreg kedvence volt és más lányokkal együtt szexuális szolgáltatásokat nyújtott neki.
A Családhoz a hamarosan a texasi kisvárosból származó Charles Watson is csatlakozott, aki az iskolát otthagyva költözött Kaliforniába. Vele Manson Dennis Wilson házában találkozott, miután Watson felvette a stoppoló Wilsont, akinek éppen összetörték az autóit. Watson a „Tex” becenevet kapta George Spahntól.

### Helter Skelter
1968 novemberének első napjaiban a család a Death Valleyben is birtokba vett két elhagyott, illetve alig használt ranchet, a Myers és a Barker ranchet. Az elsőként elfoglalt Myers farm a Család egy új lánytagjának nagyanyjáé volt, a másik egy idősödő helyi hölgyé, akinek Manson és a Család egy férfi tagja úgy mutatkoztak be, mint zenészek, akik a munkájukhoz megfelelő környezetet keresnek. Amikor megengedte, hogy maradjanak, ha rendbe hozzák a ranchet, Manson a Dennis Wilsontól kapott számos Beach Boys aranylemez egyikével hálálta meg a szívességet.
Amikor Manson és Watson a Spahn-tanyán voltak, valamikor nem később, mint decemberben, meglátogattak egy ismerőst a Topanga Canyonban, aki lejátszotta nekik a Beatles nemrég kiadott Fehér Albumát. Bár Manson 29 éves volt és börtönben ült, amikor a Beatles 1964-ben először járt az Egyesült Államokban, az együttes megszállottja volt. A McNeilben arról beszélt más raboknak, köztük Alvin Karpisnek, hogy ő képes lenne nagyobb hírnévre szert tenni a Beatles-nél a Család tagjainak pedig úgy beszélt az együttesről, mint „a lélek” és mint „a végtelenben lévő lyuk része”."
Ekkor már egy ideje arról is gyakran beszélt, hogy a feketék és a fehérek közti faji feszültség növekszik Amerikában és a feketék hamarosan fellázadnak Amerika városaiban. Példának hozta többek közt Martin Luther King, Jr. 1968. április 4-ei meggyilkolását. Egy dermesztően hideg szilveszterkor a Myers Ranchen a Család tagjai egy nagy tűz körül hallgatták Manson-t, aki arról beszélt nekik, hogy a társadalmi felfordulást a Beatles is megjósolta. Mint elmondta, az egész ott van a Fehér Albumban, csak éppen kódolva. Manson odáig jutott, ekkor vagy később, hogy az Album magának a Családnak szól, a kiválasztottak csoportjának, akiket arra tanít, hogy a küszöbön álló katasztrófától mentsék meg az arra érdemeseket.
1969-ben a Család elhagyta a sivatagot és egy kanárisárga házba költözött a Canoga Parkban, a Spahn-tanya közelében, hogy innen tanulmányozhassa, hogyan hat Los Angelesre a feltételezett társadalmi feszültség. Mivel ez a hely alkalmat ad arra, hogy megmaradjanak „a külvilág tudata alá merülve”, Manson a Sárga tengeralattjáró nevet adta neki, ezzel is a Beatles-re utalva. A Család tagjai itt készültek a küszöbön álló apokalipszisre, amelyet még a tábortűz körül Manson a „Helter Skelter” néven emlegetett, a Helter Skelter című dalra utalva.
Februárra Manson víziója teljesen felépült. A Család egy albumot készítene, amelyeknek dalai éppoly hatásosak lennének, mint a Beatles-dalok, és kirobbantanák a megjósolt káoszt. A feketék által a fehéreken elkövetett vérfagyasztó gyilkosságokat megtorlás követné és a rasszista és nem rasszista fehérek közti szakadás a fehérek önmegsemmisítéséhez vezetne. A feketék győzelme azonban csak a Család uralomra jutását előzné meg, miután a Család „a feneketlen gödörben”, a Death Valley alatti titkos városban átvészelte a konfliktust. A sárga háznál a Család tagjai járműveket bütyköltek és térképeket böngésztek, hogy előkészítsék visszavonulásukat a sivatagba, miközben a világfordító albumon is dolgoztak. Amikor azt hallották, hogy Terry Melcher eljön, hogy meghallgassa az anyagot, a lányok ételt készítettek és kitakarítottak; Melcher azonban nem jött.

### Találkozás Tate-tel
1969. március 23-án Manson hívatlanul megjelent a 10050 Cielo Drive számú házban, ahol úgy tudta, Terry Melcher lakik. A ház Rudi Altobelli tulajdona volt, és már nem Melcher bérelte, hanem Sharon Tate és Roman Polański.
Manson ekkor Shahrokh Hatamival találkozott, Tate barátjával, aki azért volt ott, hogy fotókat készítsen Tate-ről, mielőtt az másnap Rómába utazik. Hatami az ablakból látta, ahogy Manson a ház fele közeledik és kiment elé, hogy megkérdezze, mit akar. Amikor Manson megmondta Hataminak, kit keres, és az nem ismerte a nevet, Hatami azt mondta neki, hogy a házban Polanskiék laknak. Azt tanácsolta neki, hogy menjen a „hátsó úton”, azaz a ház mögött elhelyezkedő vendégház felé. Hatami aggódni kezdett, hogy egy idegen van a telken. Ekkor Tate is megjelent mögötte és megkérdezte, ki járt ott. Hatami azt mondta, egy férfi, aki valakit keresett. Mindketten ott maradtak, miközben Manson szó nélkül a vendégházhoz ment, egy-két perc múlva visszatért, és elment.
Ugyanaznap este Manson visszatért és megint a vendégházhoz ment, majd behatolt a bejárati folyosóra és itt Rudi Altobellivel találkozott, aki épp a zuhanyozóból jött. Bár Manson Melcher felől érdeklődött, Altobellinek az volt az érzése, hogy valójában őmiatta jött, és ez egybevág azzal, amit később Vincent Bugliosi ügyész derített ki: Manson valószínűleg már többször is járt ott Melcher kiköltözése óta.
A csukott belső ajtón keresztül Altobelli azt mondta Mansonnak, hogy Melcher Malibuba költözött, és azt hazudta, nem tudja az új címét. Manson egy kérdésére válaszolva Altobelli azt mondta, ő maga is a szórakoztatóiparban dolgozik, holott biztos volt benne, hogy Manson ezt már tudta, mivel az előző évben találkoztak Dennis Wilson otthonában. Wilsonnál Altobelli megdicsérte Mansont a lemezeiért, amelyeket Wilson játszott le.
Amikor Altobelli azt mondta Mansonnak, hogy másnap elutazik, Manson azt mondta, hogy szeretne beszélni vele, amikor visszatér; Altobelli erre azt hazudta, hogy több, mint egy évig lesz távol. Amikor Altobelli rákérdezett, miért van ott, Manson azt válaszolta, hogy a nagy házból mondta neki valaki, hogy menjen a vendégházhoz; Altobelli azt mondta neki, ne zavarja a bérlőit.
Manson ekkor elment. Másnap Altobelli Tate-tel együtt Rómába utazott. Tate megkérdezte tőle, hogy „az a riasztó kinézetű fickó” megint a vendégháznál járt-e az előző nap.

## A Család bűncselekményei

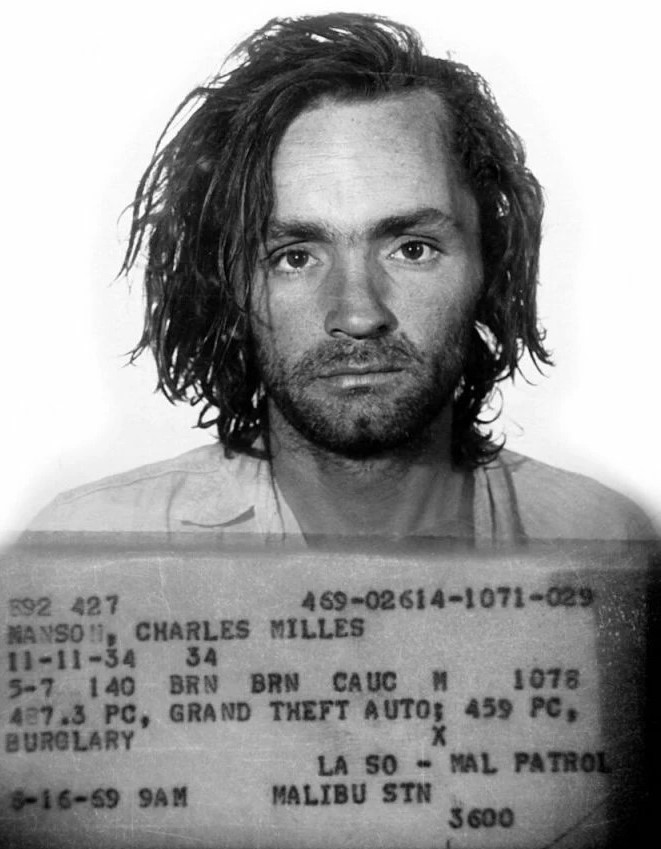
Manson 1971-ben

### Crowe lelövése
1969. május 18-án Terry Melcher végül mégis ellátogatott a Spahn-tanyára, hogy meghallgassa Mansont és a lányokat. Nem sokkal később újra odament egy barátjával, akinek volt egy mobil felvevője; maga Melcher nem vett fel a Családtól.
Júniusra Manson már azt mondogatta a Családnak, hogy talán meg kellene mutatniuk a feketéknek, hogyan kezdjék el a „Helter Skeltert”. Amikor Manson azzal bízta meg Watsont, hogy szerezzen pénzt, hogy a Család ennek segítségével készítse elő a konfliktust, Watson becsapott egy Bernard „Lotsapoppa” Crowe nevű fekete drogdílert. Crowe erre azzal fenyegetőzött, hogy mindenkit megöl a Spahn-tanyán. Manson felvette a kesztyűt és 1969. július 1-jén rálőtt Crowe-ra annak hollywoodi lakásában.
Azt hitte, hogy megölte Crowe-t és ezt látszólag megerősítette egy médiahír is arról, hogy Los Angelesben egy Feketepárduc Párt-tag holttestére bukkantak. Crowe nem volt Feketepárduc, de Manson a hír miatt azt hitte, hogy igen, ezért megtorlástól tartott. A Spahn-tanyát erőddé változtatta, ahol éjszaka fegyveresek járőröztek. „Ha szükségem lett volna több bizonyítékra, hogy a Helter Skelter nagyon hamar eljön, akkor ez az volt” – írta később Tex Watson. „A feketék le akarnak csapni a kiválasztottakra.”

### A Hinman-gyilkosság
1969. július 25-én Manson elküldte az időnként a Családdal lógó Bobby Beausoleilt Mary Brunnerrel és Susan Atkinsszel egy ismerős, Gary Hinman házába, hogy rávegyék, adja át a pénzt, amit Manson szerint örökölt. Hinman nem akart belemenni, ezért két napig fogva tartották. Eközben Manson is megjelent és egy karddal megvágta Hinman fülét. Ezután, talán Manson utasítására, Beausoleil leszúrta Hinmant. Mielőtt visszaindultak a Topanga Canyonba, Beausoleil vagy valamelyik lány Hinman vérével ezt írta a falra: "Political piggy" (azaz „Politikai disznó”, rossz helyesírással). Mellé pedig odarajzolta Feketepárducok jelét.
1981-ben és 1998-1999-ben adott magazininterjúiban Beausoleil azt mondta, azért ment Hinmanhez, hogy visszaszerezze azt a pénzt, amit a rossz minőségűnek bizonyult kábítószerekért kapott. Azt is mondta, hogy Brunner és Atkins semmit sem tudott a szándékáról és ők egyszerűen csak látogatóba mentek. Atkins azonban 1977-ben írt önéletírásában azt állította, hogy Manson azzal küldte Beausoleilt, Atkinst és őt magát Hinmanhez, hogy hozzák el a feltételezett örökséget (21 ezer dollárt). Atkins szerint Manson külön neki már két nappal korábban azt mondta, hogy ha „valami fontosat akar csinálni”, megölhetné Hinmant és elhozhatná a pénzét. Amikor Beausoleilt 1969. augusztus 6-án letartóztatták, miután azon kapták, hogy Hinman kocsiját vezeti, a kocsiban a gyilkos fegyvert is megtalálták.

### A Tate-gyilkosságok
Két nappal Beausoleil letartóztatása után Manson kiadta a jelszót a Családnak a Spahn-tanyán: „Itt az idő a Helter Skelterre”.
Augusztus 8. éjszakáján azzal bízta meg Watsont, hogy vigye Atkinst, Linda Kasabiant és Patricia Krenwinkelt (az egyik stoppos lányt, akit annak idején Dennis Wilson állítólag felvett) „abba a házba, ahol korábban Melcher lakott” és „öljenek meg minden ott-tartózkodót a lehető legborzalmasabb kegyetlenséggel”. A lányoknak azt mondta, engedelmeskedjenek Watsonnak.
Amikor a négyes megérkezett a Cielo Drive 10050 telekbejáratához, Watson – aki korábban Manson utasítására járt már ott – felmászott a kapu közelében levő telefonoszlopra és elvágta a telefonvonalat. Röviddel éjfél után járt az idő, augusztus 9. hajnalán.
Ekkor levitték a kocsit a házhoz vezető domb aljába, leparkoltak és visszamentek a házhoz. Mivel attól tartottak, hogy a kapuban áram, vagy riasztó lehet, a tőle jobbra eső bozótos parton másztak át, és a földre feküdtek. Ekkor a birtok egy távolabbi része felől érkező gépkocsi fényszórói világították meg őket. Watson azt mondta a lányoknak, hogy maradjanak fekve a bozótban, ő maga pedig előlépett, megálljt intett a vezetőnek, a 18 éves Steven Parentnek, majd késsel megvágta a fiú csuklóját és négyszer belelőtt. Watson, miután kivágta a ház egy nyitott ablakán a szúnyoghálót, azt mondta Kasabiannak, hogy maradjon lent a kapunál és őrködjön. Ezután Watson bement az ablakon és a bejárati ajtón beengedte Atkins-t és Krenwinkelt is.

#### A mészárlás
Watson suttogására Polanski barátja, Wojciech Frykowski, aki a nappaliban aludt egy díványon, felébredt. Watson fejberúgta. Amikor Frykowski megkérdezte tőle, hogy ki ő es mit csinál ott, Watson így válaszolt: „Az ördög vagyok, és az ördög ügyeit intézni jöttem.” ("I'm the devil, and I'm here to do the devil's business.")
Watson utasítására Atkins megtalálta a ház másik három lakóját, és Krenwinkel segítségével a nappaliba vitte őket. Egyikük a nyolc és fél hónapos terhes Sharon Tate volt, a másik a barátja és korábbi szerelme, Jay Sebring, neves fodrász, a harmadik pedig Frykowski barátnője, Abigail Folger, a Folger Coffee vagyon örököse. Tate férje, Polanski Londonban dolgozott egy filmen.
Watson a nyakuknál fogva elkezdte összekötözni Tate-et és Sebringet egy gerendán átvetett kötéllel. Sebring tiltakozott a Tate-tel szembeni durvaság miatt, erre Watson rálőtt, és többször arcon is rúgta. Miután Folgert visszavitték a szobájába a pénztárcájáért, amiből 70 dollárt átadott Atkinsnek, Watson hétszer megszúrta Sebringet.
Frykowski, akinek a kezét egy törölközővel kötözték össze, kiszabadult, de Atkins, aki egy késsel őrizte, megszúrta a lábát. Ahogy Frykowski az első ajtón keresztül menekült, a nyomába eredő Watson többször fejbe vágta a puskájával, ami el is tört, többször megszúrta és kétszer rá is lőtt. Körülbelül ugyanekkor ért a bejárathoz Kasabian, aki az útról a „szörnyű hangok” miatt sietett a házhoz, és azt hazudta Atkinsnek, hogy valaki jön, de nem tudta megállítani a vérontást.
A házon belül Folgernek sikerült elmenekülnie Krenwinkeltől és egy hálószobai ajtón keresztül a medence felé menekült. Krenwinkel üldözte, a ház előtt utolérte, megszúrta és megállította. Végül Watson végzett vele; a két támadó huszonnyolcszor szúrta meg. Ahogy Frykowski is a ház előtti gyepen tántorgott tovább, Watson neki is megadta az utolsó döfést; őt ötvenegyszer szúrták meg.
A házban Atkins és/vagy Watson megölte Tate-et is, aki összesen tizenhat döfést kapott. Tate könyörgött, hogy legalább addig élhessen, amíg megszüli a gyermeket. Halála előtt Atkins azt mondta neki: "Look, bitch, I have no mercy for you. You're going to die and you'd better get used to it." (Nézd, te kis kurva, nincs kegyelem számodra. Meg fogsz halni és jobb, ha beletörődsz ebbe!") Halála előtt Tate az édesanyjáért kiáltott.
Amikor a Család négy tagja útnak indult a Spahn-tanyáról, Manson arra biztatta a nőket, hogy majd „hagyjatok egy jelet... valami boszorkányosat”. A korábban Frykowski kezét összekötő törölközőt használva Atkins Tate vérével azt írta fel a bejárati ajtóra: "pig" („disznó”). Útban hazafelé a csoport tagjai levetették véres ruháikat és a dombok közt a fegyverekkel együtt megszabadultak tőlük.
Letartóztatása után a Sybil Brand Intézetben Atkins azt mondta a cellatársainak, hogy ő ölte meg Tate-et. Később az ügyész és a grand jury előtt arra utalt, hogy Tate-et Tex Watson döfte le. 1978-as önéletrajzában Watson is azt állította, hogy ő szúrta le Tate-et és nem Atkins. Mivel azonban tudta, hogy az ügyész és a Tate-LaBianca gyilkosságok többi vádlottjának ügyét tárgyaló bíróság szerint Atkins szúrta le Tate-et, hamisan azt vallotta, hogy nem ő maga tette. Ennek azonban ellentmond az a tény, hogy Watson részt vett Folger és Frykowski megölésében. A lány 28, szerelme pedig 51 késszúrást kapott, s ezek véghezvitele hosszú időt vehetett igénybe. Nem valószínű, hogy Atkins megvárta bűntársát, aki addigra már igen fáradt lehetett.

### A LaBianca-gyilkosságok
A következő éjszaka a Tate-gyilkosságokban részt vevő Család-tagok Leslie Van Houtennel és Steve "Clem" Grogannel együtt Manson instrukcióira ismét útnak indultak. Mivel Mansonnak nem tetszett, ahogy a Cielo Drive áldozatai pánikba estek, maga is elkísérte a hat tagot, „megmutatni nekik, hogy kell csinálni”." Néhány órás autózás után, amelynek során többféle gyilkosságot is megfontoltak és egy kísérletet is tettek, Manson kiadta Kasabiannak azt az utasítást, amely a Waverly Drive 3301-hez vitte a társaságot, amely Leno LaBianca és felesége, Rosemary háza volt. A Los Angeles Los Feliz negyedében lévő ház szomszédjában az előző évben Manson és a Család tagjai egy partin vettek részt.
Atkins és Kasabian szerint Manson eltűnt a felhajtóban, majd visszatért azzal, hogy megkötözte a ház lakóit; ezután beküldte Watsont Krenwinkellel és Van Houtennal. Életrajzában Watson azt állította, hogy a visszatérő Mansonnal együtt ment fel a házhoz, ahol Manson egy alvó embert mutatott neki az ablakon keresztül, majd a bezáratlan hátsó ajtón behatoltak a házba. Watson azt is hozzátette, hogy a tárgyaláson a nők beszámolóját támasztotta alá, mert ettől ő maga kevésbé látszott felelősnek."
Miután felverték az alvó Leno LaBiancát és fegyvert szegeztek rá, Manson Watsonnal hátrakötöztette LaBianca kezét egy bőrszíjjal. Nemsokára a hálóból a nappaliba vitték Rosemary LaBiancát, Watson Manson utasítása szerint párnahuzatot húzott a pár fejére, amit lámpazsinórokkal oda is kötött. Manson ekkor elment és a házba küldte Krenwinkelt és Leslie Van Houtent, azzal, hogy öljék meg a házaspárt.

#### A gyilkosságok
Mielőtt elhagyták a Spahn Ranchet, Watson arról panaszkodott Mansonnak, hogy az előző éjszaka nem voltak elég jók a fegyvereik. Most, miután a hálóba küldte a nőket, ahová előzőleg visszavitték Rosemary LaBiancát, ő maga a nappaliba ment és döfködni kezdte Leno LaBiancát egy bajonettel. Az első szúrás LaBianca torkát érte.
A hálószobából tusakodás hangjait hallotta és belépve azt látta, hogy Mrs. LaBianca a nyakáról csüngő lámpát himbálva tartja sakkban a két nőt. Őt is többször megdöfte a bajonettel. Rosemary LaBiancát végül Krenwinkel ölte meg, de Van Houten beismerte, hogy többször megkéselte az asszonyt, mikor az már halott volt. Watson visszatért a nappaliba, hogy végezzen Lenóval. Huszonhatszor szúrta meg a bajonettel. Miután végzett, önéletrajza szerint a "WAR" („háború”) szót véste a férfi hasába. Atkins, aki nem lépett be a házba, azt mondta az esküdtszéknek, hogy tudtával Krenwinkel véste bele a szót.
Végezetül az elkövetők Leno LaBianca vérével felmázolták a nappali falára a "Death to pigs" és a "Rise" feliratokat, valamint a konyhai hűtőszekrényre a "Healter Skelter" feliratot. A mészárlás után az elkövetők nem hagyták el rögtön a helyszínt, előbb lezuhanyoztak, játszottak a lemészárolt házaspár kutyáival, és ettek a hűtőszekrényükből.

## Nyomozás, ítélet

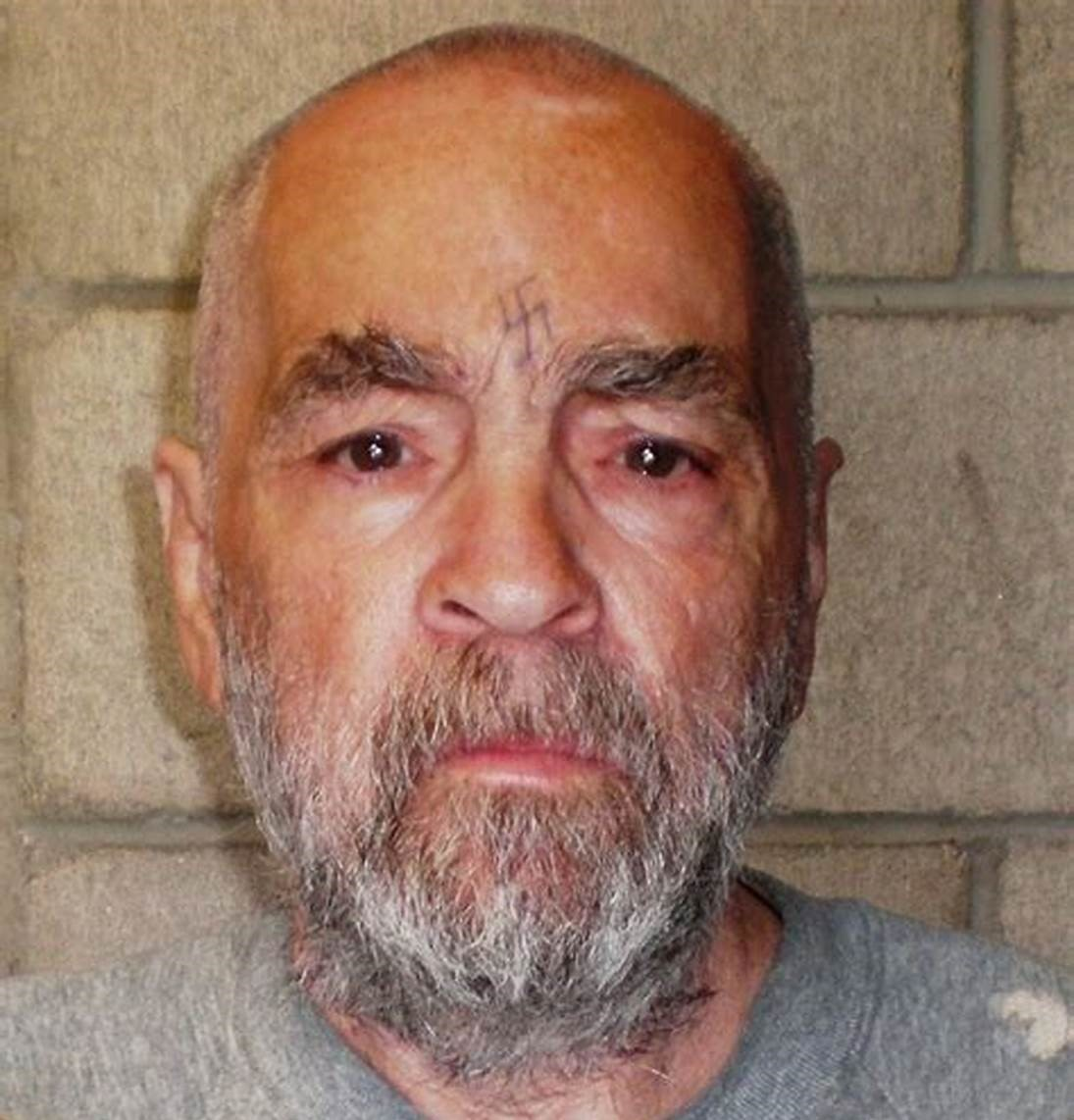
Charles Manson a kaliforniai Corcoran Állami Börtön foglyaként 2009-ben

A rendőrség munkatempója és sikertelensége felháborította a közvéleményt. A bizonyítékokat nagyon rosszul kezelték. Amikor beléptek a Tate házba, rögtön letöröltek egy véres kézlenyomatot az ajtókilincsről. A házban megtalálták a villa gondnokát, William Garretsont, aki átaludta az egész támadást, és csak akkor jött rá, mi történt. A rendőrök letartóztatták, és azt hitték, bűntársaival együtt ő vitte véghez a gyilkosságokat. Később tisztázták csak a nevét.
Kezdetben rabló-gyilkosságnak minősítették az eseteket, de ezt elvetették, mivel olyan értéktárgyak maradtak a helyükön, melyek nem kerülhették volna el az elkövetők figyelmét. A média Sharon Tate férjét, a filmrendező Roman Polanskit bélyegezte meg, mint gyilkos. A férfi ekkor Londonban dolgozott. Egyes elméletek szerint a házban sátánista, drogos orgiákat tartottak, ezek durvultak el azon a végzetes estén. Mások azt állították, hogy a férfi Frykowskit akarta megöletni, a többiek rosszkor voltak rossz helyen. De olyan elképzelés is szárnyra kapott, hogy a rendezőt dühítette, hogy Jay Sebring egyre több időt töltött volt szerelmével, Sharonnal, és ezért küldött bérgyilkosokat a helyszínre. (Ekkoriban sem a rendőrség, sem a média nem kapcsolta össze a LaBianca- és a Tate-ügyet.) Polanski azonban meg volt győződve arról, hogy a gyilkosságok valódi célpontja ő volt, és jutalmat ajánlott fel annak, aki hasznos információval tud szolgálni.
A Tate-gyilkosságok a városi rendőrség hatáskörébe tartoztak, a LaBianca-ügy felderítése azonban a megyei seriffhivatal feladata volt. Két nyomozócsoport dolgozott a két-két ügyön, és eszük ágában sem volt összekapcsolni a két bűncselekményt. A városi rendőrség még mindig meg volt győződve William Garretson bűnösségéről. Úgy vélték, a férfi hamarosan megtörik, kitálal a cinkosairól, a városiak pedig learathatják a babérokat. Mivel tudták, hogy Steven Parentet, Jay Sebringet és Woytek Frykowskit is meglőtték, utóbbi fejét pedig egy puskatussal verték agyon, felhívásokat intéztek egy törött markolatú fegyver képével és leírásával. A pisztolyt pár nappal később találta meg Peter Weiss 10 éves fia, amit le is adtak a rendőrségen, ám a fegyver rejtélyes módon sosem jutott el a nyomozókig, így azok továbbra is keresték.
A megyei seriffhivatal sokkal rátermettebb volt. Rájöttek, hogy a LaBianca-gyilkosságoknál történő megkötözések, késszúrások, és a véres feliratok fellelhetőek voltak a Hinman-gyilkosságnál is. Gary Hinman zenetanár meggyilkolásáért már korábban letartóztatták Bobby Beausoleilt, akinél megtalálták az áldozat autóját és a gyilkos fegyvert. Mivel Beausoleil gyakran együtt lógott a Manson családdal, a hippik felkerültek a gyanúsítottak listájára a LaBianca-ügyben is. Továbbá megfigyelték, hogy Gary Hinman lábán is hasonló szúrásnyomok voltak megfigyelhetőek, mint Woytek Frykowskién. Végül három hónap után a két nyomozócsoport összefogott, és közös ügyként kezelték a Hinman-, a Tate- és a LaBianca-gyilkosságokat. A nyomozók a figyelmüket ismét Bobby Beausoleilre és a Manson családra fordították. A feldühödött nyomozók alaposan megszorongatták a hippiket, és sikerült megtörniük Hinman-gyilkosság egyik elkövetőjét, Mary Brunnert. A lány mindent bevallott a zenész megöléséről, mire a rendőrség Susan Atkinst is vád alá helyezte. Ő is elismerte, hogy részt vett Hinman megölésében, és azt is, hogy ő festette fel a "Death to pigs" feliratot és a Fekete Párducok jelét, valamint említést tett a Helter Skelter-tervről is. Ám a Tate- és a LaBianca-gyilkosságok megfejtéséhez a nyomozók nem kerültek közelebb.
November 12-én letartóztatták Al Springert, a motorost. Bár egy különálló bűncselekmény miatt hallgatták ki, mikor a rendőrség megtudta, hogy a férfi alkalmanként a Manson családdal lóg, kérdezősködni kezdtek. Springer elmondta, hogy a szekta vezetője, Charlie Manson azzal hencegett neki, hogy embereket ölt meg. Springer nem adott sokat a hallottakra, hiszen épp elég jól ismerte a Spahn-farm lakóit ahhoz, hogy ne akarjon kérdezősködni. Mivel további információval nem tudott szolgálni, a rendőrség előkerített egy másik motoros bandatagot, Danny DeCarlót. A férfi a család ellen vallott a Hinman-ügyben, továbbá említést tett a Crowe lelövéséről és Donald Shea meggyilkolásáról is. A 36 éves kaszkadőrt halálra szurkálták, testét kilenc felé vágták, és közben remekül szórakoztak. DeCarlo felismerte a Tate-gyilkosságoknál használt revolver képét, és azt állította, hogy a Család tagjai, Charles Manson, Charles "Tex" Watson és Patricia "Katie" Krenwinkel egy ilyen fegyverrel gyakorlatoztak a Spahn farmon. A rendőrség több töltényhüvelyt is talált a Tate villában, az egyiken pedig felismerték Krenwinkel ujjlenyomatait.
November közepén egy női elítélt, a prostitúcióért ülő Ronnie Howard rendőrségi meghallgatást kért. Első körben elutasították a kérését, de amikor az azzal állt elő, hogy információi vannak a Tate-gyilkosságokról, kiküldtek hozzá két nyomozót. A nő, aki Susan Atkinsszel ült egy cellában, elmondta, hogy cellatársa roppant beszédes kedvű. Azt mondta Howardnak, hogy – a rendőrség véleményével ellentétben – ő szúrta le Gary Hinmant, Beausoleil csak lefogta az áldozat karjait. Később mesélt neki a Tate-mészárlásról, és azt állította, hogy ő végezte ki Sharon Tate-t. Mivel a nő olyan információkat adott ki, melyeket a rendőrségen kívül csak a gyilkosok tudhattak, meggyőzte a nyomozókat szavai igazságáról, és egyből elkülönítették Howardot a biztonsága érdekében.
A rendőrök tehát már nagy vonalakban tudták, hogy kik követték el a gyilkosságokat, ám még nem sikerült bizonyítaniuk, hogy a szekta feje, Charles Manson tervelte ki a gyilkosságokat. A nyomozók vádalkut ajánlottak fel Atkinsnek, miszerint ha Manson ellen vall, nem ítélik halálra. A lány nem állt kötélnek, ám egy másik szektatag, Linda Kasabian a családfő ellen vallott, cserébe pedig védettséget kapott.
A bíróság bűnösnek találta Charles Mansont, Charles "Tex" Watsont, Patricia "Katie" Krenwinkelt, Susan "Sadie" Atkinst és Linda Kasabiant a Tate-gyilkosságokban való részvételükért. Leslie Van Houtent a LaBianca-ügyben találták bűnösnek. Kasabian kivételével, akinek nem kellett felelnie a mészárlásért, mindenkit halálra ítéltek.
1972-ben Kaliforniában eltörölték a halálbüntetést, mielőtt a Manson család tagjai sorra kerülhettek volna. Az elítéltek büntetését életfogytiglanira változtatták. Bár 1976-ban visszaállították a kivégzést, a szektatagokat nem végezték ki.
Susan Atkins 2009-ben halt meg végstádiumú agytumor következtében. Korábban kérvényezte, hogy kegyelemből engedjék szabadon, mert a családja mellett akart elhunyni. Kérvényét elutasították. A börtönben megtért és megbánta bűneit, utolsó szava állítólag "Ámen" volt.
Manson 2017. november 19-én este, pár nappal a bakersfieldi kórházba szállítását követően halt meg. Watson, Krenwinkel, Beausoleil és Bruce Davies máig börtönben, Van Houten 2023 óta szabadlábon van.

## Manson és a kultúra
- Vincent Buglosi könyve alapján már 1976-ban megjelenítették a Helter Skelter című filmet. Ezt 2004-ben újradolgozták Jeremy Davies (Charles Manson), Clea DuVall (Linda Kasabian) és Allison Smith (Patricia Krenwinkel) főszereplésével.
- Rajzfilmfiguraként is szerepelt a South Park című sorozat Boldog karácsonyt, Charlie Manson! című részében.
- Az Amerikai Horror Story című sorozat 7. évadjában feltűnik Evan Peters alakításában.